# 聖塞瓦斯蒂安區 (庫斯科省)
聖塞瓦斯蒂安區（西班牙語：Distrito de San Sebastián），是秘魯的一個區，位於該國南部庫斯科大區的庫斯科省，面積89.44平方公里，海拔高度3,244米，2005年人口85,472，人口密度每平方公里960人。